# Fellering
Fellering (deutsch Felleringen) ist eine französische Gemeinde mit 1585 Einwohnern (Stand 1. Januar 2022) im Département Haut-Rhin in der Region Grand Est (bis 2015 Elsass) Sie ist Mitglied im Kommunalverband Vallée de Saint-Amarin.

## Geografie
Die Gemeinde Fellering liegt im Tal der oberen Thur in den Vogesen, 30 Kilometer nordwestlich von Mülhausen. Das 21,3 km² umfassende Gebiet der Gemeinde ist Teil des Regionalen Naturparkes Ballons des Vosges und grenzt im Westen an die frühere Region Lothringen. Im Nordwesten des Gemeindegebietes führt der 884 Meter hoch gelegene Col d’Oderen über den Kamm der Vogesen. 
Nachbargemeinden von Fellering sind Kruth und Oderen im Norden, Linthal und Lautenbachzell im Nordosten, Ranspach im Südosten, Husseren-Wesserling im Süden, Urbès und Bussang im Westen sowie Ventron im Nordwesten.

## Geschichte
Die älteste erhaltene Erwähnung von Fellering stammt von 793, als Karl der Große einen großen Teil seines dortigen Besitzes dem Kloster Murbach vermachte. Mit Sicherheit bestand der Ort aber schon vor diesem Datum. In der Folgezeit bis zur Französischen Revolution gehörte der Ort zum Amt Sankt Amarin (Vogtei Sankt Amarin) der Fürstabtei Murbach. Von 1871 bis zum Ende des Ersten Weltkrieges gehörte Felleringen als Teil des Reichslandes Elsaß-Lothringen zum Deutschen Reich und war dem Kreis Thann im Bezirk Oberelsaß zugeordnet.

## Bevölkerungsentwicklung
| Jahr                       | 1910 | 1962 | 1968 | 1975 | 1982 | 1990 | 1999 | 2010 | 2021 |
| -------------------------- | ---- | ---- | ---- | ---- | ---- | ---- | ---- | ---- | ---- |
| Einwohner                  | 1670 | 1378 | 1401 | 1343 | 1454 | 1501 | 1548 | 1716 | 1589 |
| Quellen: Cassini und INSEE |      |      |      |      |      |      |      |      |      |

## Sehenswürdigkeiten
Im Ort steht die 1878–1880 erbaute neoromanische Kirche St. Anton aus der deutschen Kaiserzeit zwischen 1871 und 1918. Eine Orgel des Orgelbauers Joseph Callinet wurde 1948 durch eine neue Orgel ersetzt.

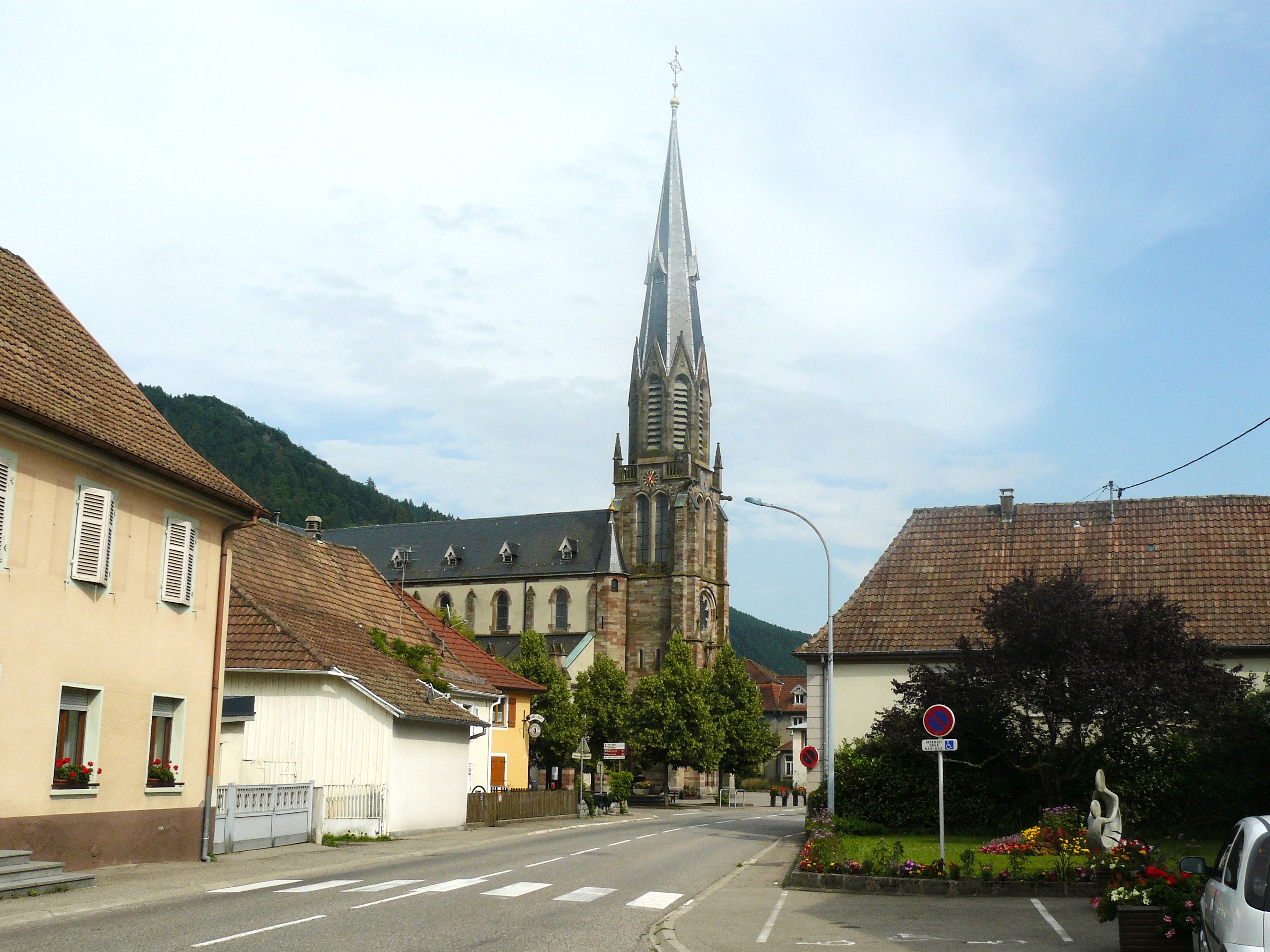
Die Grand Rue in Fellering
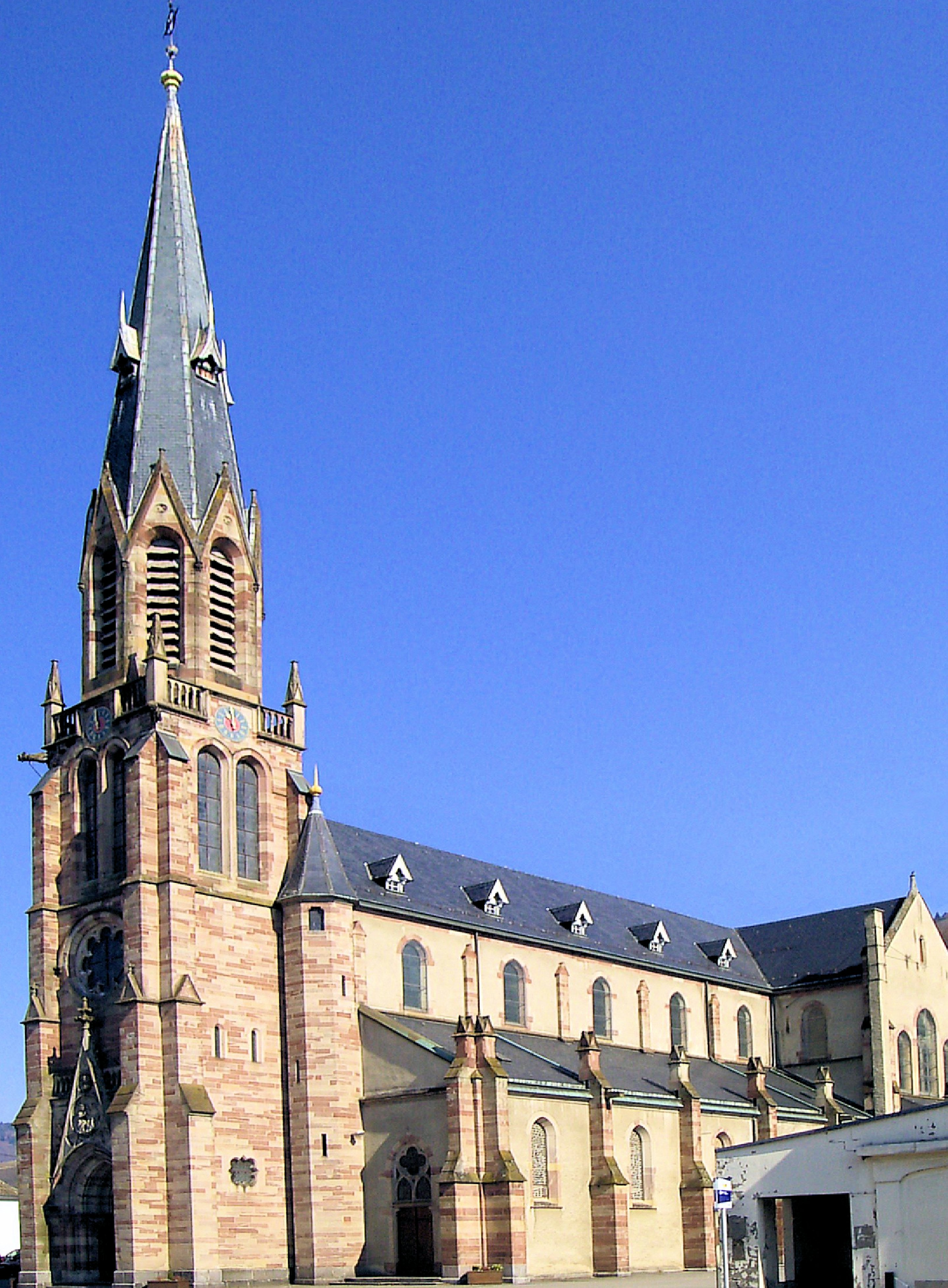
Kirche Saint-Antoine
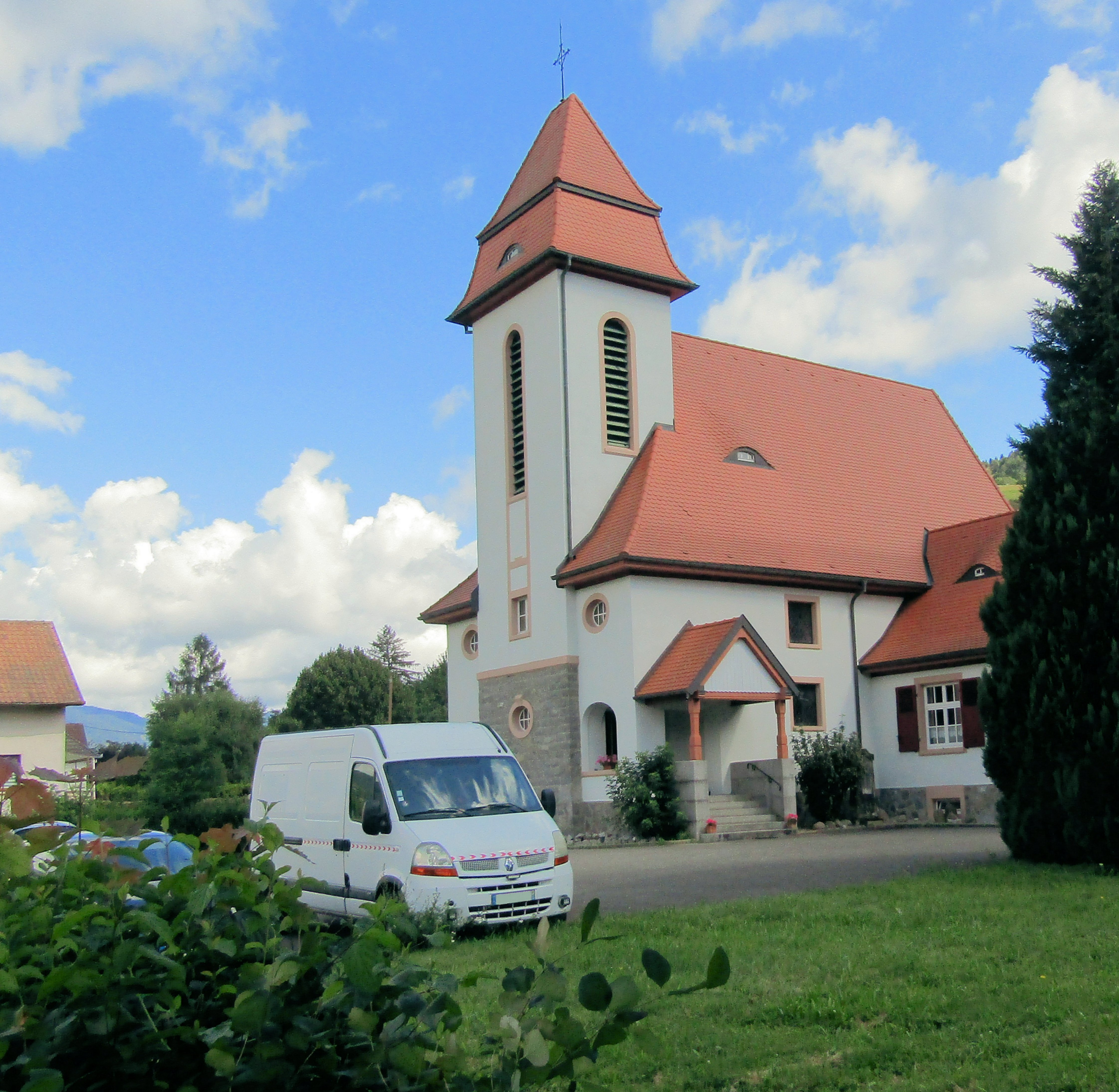
Protestantische Kirche
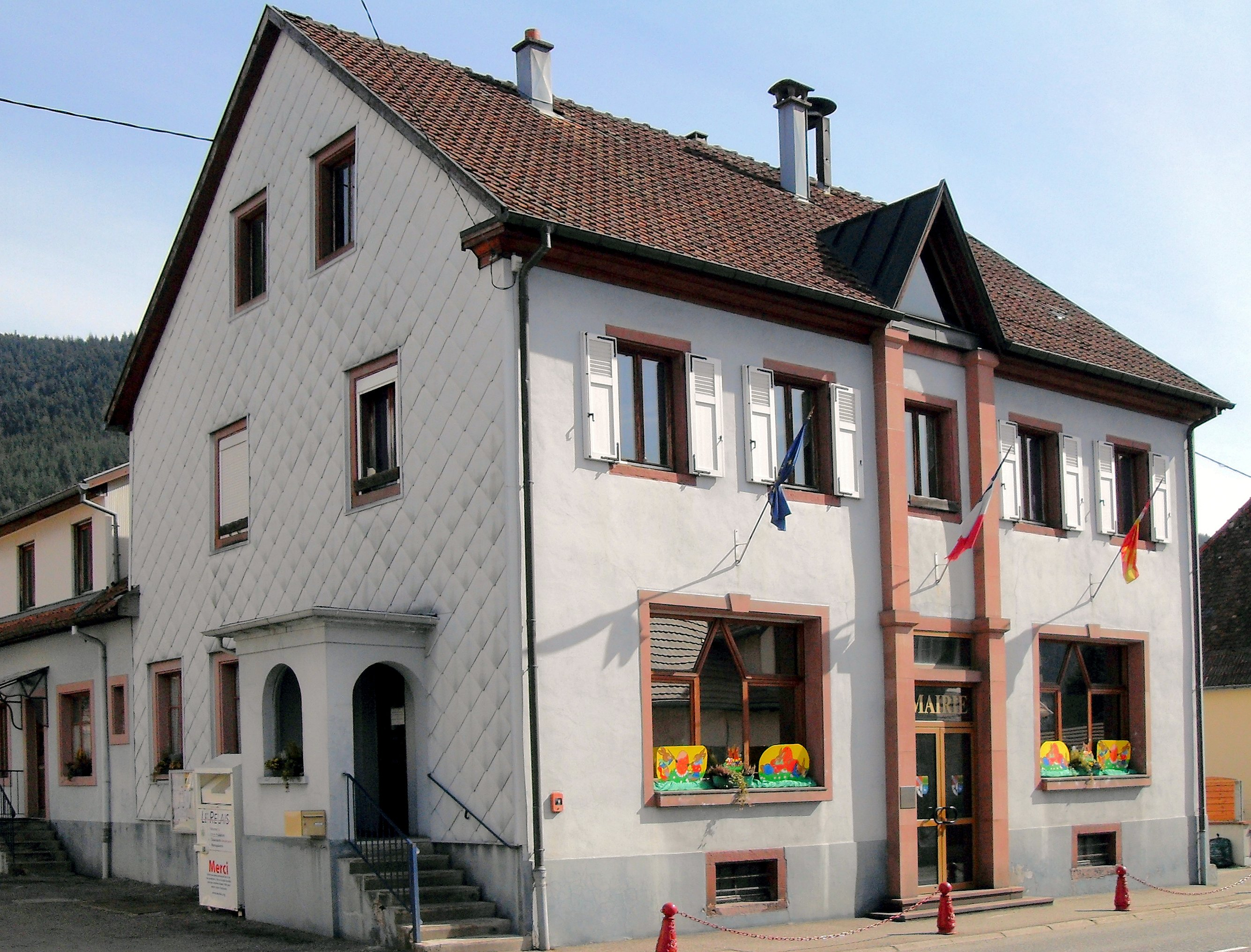
Mairie (Rathaus)
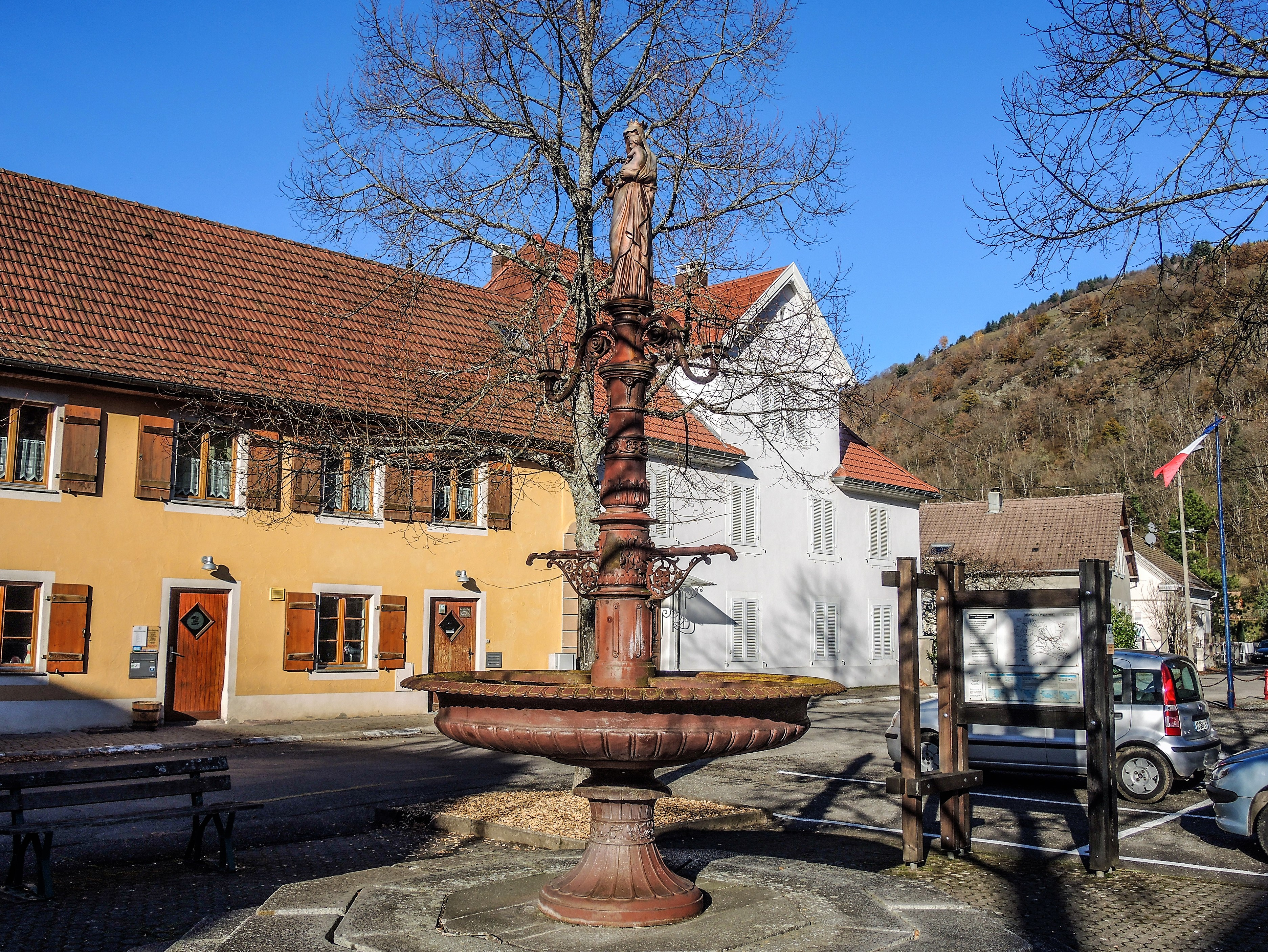
Fontaine Notre-Dame

## Verkehr
Fellering liegt an der Bahnstrecke Lutterbach–Kruth und wird von der Eisenbahngesellschaft TER Grand Est, einer Tochter der SNCF, bedient. Am Südrand der Gemeinde verläuft die RN 66 / Europastraße 512, die von Mülhausen über den Col de Bussang nach Épinal führt.

## Sport
Der Ort ist ein Zentrum des Gleitschirmfliegens. Die Sportler starten hauptsächlich von den Höhen des Markstein und des Drumont. 1999 fand hier der Paragliding World Cup statt. Das Gebiet ist aber auch für Wanderer interessant.

## Persönlichkeiten
- Albin Haller (* 1849 in Felleringen; † 1925 in Paris), Chemiker und Hochschullehrer

## Nachweise
1. ↑  Georges Bischoff: Recherches sur la puissance temporelle de l’abbaye de Murbach (1229–1525) = Publications de la Société Savant d’Alsace et des Régions de l’Est. Série recherches et documents XXII. Libraire Istra, Strasbourg 1975, S. 81, 129, 159.
2. 1 2  Gemeindeverzeichnis Deutschland 1900 – Kreis Thann